# Pierre Bosquet
Pierre Joseph François Bosquet (Mont-de-Marsan, 8 de novembro de 1810 – Pau, 5 de fevereiro de 1861) foi um Marechal de França. Aluno da École Polytechnique em 1829, figura entre os alunos que participaram na insurreição que expulsou o rei Carlos X em 1830.

## Biografia
Prestou serviço na Argélia, onde foi gravemente ferido, e na Guerra da Crimeia comandou uma divisão na Batalha de Alma. Também participou no Cerco de Sebastopol, na Batalha de Balaclava e na Batalha de Inkerman. Foi gravemente ferido de novo na Batalha de Malakoff.
Quando terminou a Guerra da Crimeia, tornou-se senador e Marechal de França. Recebeu a Ordem do Banho e a Legião de Honra.
Bosquet foi o autor da memorável frase, em referência à Carga da Brigada Ligeira, C’est magnifique, mais ce n’est pas la guerre: c'est de la folie ("É magnífico, mas não é a guerra: é loucura.").